# Сирийска музика
Сирийската музика се радва на определени музикални традиции и практики, присъстващи в Сирия по-дълго от други. Съществуват музикални влияния, въведени в Сирия чрез множество епохи на завоевания и влияния от околните култури в съвременна Сирия (за разлика от региона на Сирия). Разположена близо до Египет и Израел и свързана с Южна Европа чрез Средиземно море, Сирия става домакин на много различни културни музикални изяви чрез търговия и маршрут. Музиката е свързана до голяма степен с поезията, силно повлияна от номадските племена на бедуините, системата „Макам“ в арабската класическа музика, и геополитическото движение и конфликта в Близкия Изток. В сирийската музика обикновено има певец, придружаван от три или четири инструмента. Текстурата обикновено е тънка, но може да стане по-плътна в зависимост от употребата на всеки инструмент. Музиката е тясно свързана с поезията в Сирия.
Класическата музика на Сирия е част от по-големия арабски музикален свят. Основните компоненти са макам и ика (ритъм/метър). Макам е набор от гами, съставени от три или четири ноти. Той има две или три от тези гами, събрани заедно, които след това се изпълняват върху ика (ритъм/лад). Както макам, така и ика могат да бъдат трудни или лесни за изпълнение. И двата трябва да се разглеждат като структура, която музикантите след това украсяват с изпълнението си. Сирия и Близкият Изток имат дълга история на завоевания и конфликти, довели до диаспора, а съвременната диаспора води до бежански лагери. Музиката става средство за утеха и съхраняване на културата в бежанските лагери.

## Характеристики на сирийската музика
Сирия граничи със Средиземно море и се намира в Леванта. Тази област е културно повлияна от много завоевания и геополитическа дейност. Множеството влияния и всеобхватните завоевания са създали много от културите, които споделят определени практики или традиции. Музиката на Близкия Изток има предимно монофоничен характер. Това се разбира по-ясно като музика, която няма множество мелодии или хармонии. Може да се създаде богата текстура, ако множество инструменти свирят една и съща мелодия с леки вариации или ритмични орнаменти. Етномузикологът Бруно Нетъл описва това като по-често срещан стил на музикална текстура, известен като друг стил на текстура, който той нарича „паралелна полифония“, която се състои от певец, който импровизира мелодия, и инструмент, който следва тази мелодия. Много от изсвирените тонове се възпроизвеждат като интерпретация на музиката от изпълняващия, а не като музикален нотен запис или песен. Това дава на изпълнителя свободата да огъва или оформя нотите, предизвиквайки импровизационен ефект върху структурата на музиката. Това води до лична интерпретация на чувствата на играчите към песента. Това предизвиква ефект, който свързва изпълнителя с публиката, което може да създаде усещане за екстаз у слушателя. В сравнение със западната музика това може да е подобно на соло изпълнение, дело на изпълнител по време на песен, или изпълнение на песен, която запазва същата форма, но е леко променена, създавайки ефект, който е достатъчно предвидим за слушателя, като същевременно разкрива нови варианти на песен. Този стил на песен в сирийската музика създава усещане за вълнение за това как музикантът ще изпълни предстоящите части.

### Музика и поезия
Значителна част от сирийската музика е изпята в проза, която участва в отчетливостта на близкоизточното звучене. Съществува пресечна точка от елементи в сирийската музика, които ѝ придават различен звук, както и са движеща сила в много от музикалните традиции, открити в Сирия. Тези елементи са:
- музиката се изпълнява предимно като монофонична текстура;[4]
- музиката е почти неделима от поезията;[8]
- въпреки че музиката следва определен макам'ат (множественото число на макам, което е системата на музикалния режим, използвана в Близкия Изток), има мелодична импровизация, която може да се очаква;[4][8][9]
- музиката е силно орнаментирана с четвърттонове и микротонове,[4] които предоставят на изпълнителя необходимите тонове, за да отчете точно всяка възможна емоция, която може да бъде извлечена от музиката.

Във времето, историята и културното сливане сирийският музикален стил е конструиран като платформа за създаване на перфектната звукова среда за слушателя, за да се появи напълно в историите, разказани в поезията. Разказът на историята е разказан в поезията и след това е подсилен от музиката, включваща такава точност в емоционалния ефект от четвърттонове и микротонове, че би предоставила на слушателя най-доброто разбиране на историята.
Особено влиятелна група в сирийската музика и по-специално в ценностите, идеологиите, фолклора и поетичните обичаи на Леванта са бедуинските племена.

## Бедуинско влияние върху сирийската музика
Бедуин е име, дадено на номадските племена, живели в Леванта, изиграли важна роля в оформянето на музиката, присъстваща в страните от Леванта. Бедуинското влияние може да се види в идеологиите, обичаите и музикалните жанрове. Едно такова въздействие на бедуинската култура е в музикалните жанрове на селските райони на Сирия и Ливан. В рамките на срещите на бедуините и околните региони има културен обмен през многото години на тези практики. Музикалните жанрове, отразяващи идеологиите, са:
- Идеологиите, възприети от бедуинската култура в музикалните жанрове, са гостоприемство, рицарство, храброст и войнственост. Тези видове идеологии се пеят в песенна форма или жанр, наречен Шруки.[8]
- Идеологии като любов, сърдечна болка и чувства се пеят в жанр, наречен Атаба.[8]
- Надб е погребална музика, която почита загиналите и се пеят военни песнопения, когато е приложимо.[8]

Културата на бедуините се пренася чрез пътувания до места, където се извършва грабеж или търговия със заселените общности в продължение на векове. Това приключва по време на френската колониална ера след договора от Версай.
Историческата бедуинска културна музика, ако се пее, винаги се е придружавала от рабаб. Бедуинската музика е почти неделима от поезията, както и голяма част от музикалните традиции в Близкия Изток. Много от песните са запазени в устната традиция поради номадския характер на бедуинските племена, но някои песни и истории са записани от ал-Атраш (културен герой на сирийския народ, който се противопоставя на противниковите сили), който преписва работата му, докато е затворен от Османската империя. Ал-Атраш пише творбата си в жанра „Шруки“, който се използва за разказване на героични истории за бунт срещу врага или за пленени поети, унижени от врага. Тази писмена работа има голям ефект върху южните сирийци, пренасяйки Шруки и други бедуински идеологии и практики в градските райони. Поради геополитическия климат на Близкия Изток урбанизацията кара много от номадските култури и селските райони да се групират или да се преместят напълно. Това обединява повече модернизирани музикални инструменти и устна поезия, които си сътрудничат и в момента се свирят в региони на Близкия Изток.

## Инструменти
- Народната музика на Сирия в по-голямата си част се основава на уд, който е струнен инструмент, смятан за прародител на европейската лютня.
- Ней (флейта).
- Ръчни ударни инструменти, като дарбука, даф или рик[4]
- Други типични инструменти са канун и каманджа[10]
- В полуномадските региони бедуинската музика се основава на инструмента мизмар, популярни са миджзуиз и рабаб.[8]

## Сирийска класическа арабска музика

### Институции
Столицата на Сирия, Дамаск, и северният метрополис Халеб отдавна са едни от центровете на арабския свят на класическата арабска музика. През 1947 г. е създаден Институтът за източна музика, а през 1961 г. е открит институт за преподаване на музика под ръководството на Солхи ал-Уади. През 1963 г. в Халеб е открит местен клон на Института за източна музика, който включва факултети за западна и арабска музика. През 1990 г. Висшият музикален институт в Дамаск е създаден като консерватория както за западна, така и за арабска музика.

### Мувашшах
Типиучен сирийски класически жанр е Мувашшхах, който датира от около 9 или 10 век. Изпълнен от водещ певец или хор, той се състои от класическа форма на арабска поезия, поставена на музика. Обикновено се състои от многоредова строфична поема, написана на класически арабски, състояща се предимно от пет строфи, които се редуват с рефрен с текуща рима. Мувашшах обикновено се отваря с един или два стиха, съответстващи на втората част на стихотворението в рима и метър. Ансамбълът Ал-Турат е специализиран в този жанр. Град Халеб в Северна Сирия се смята за център на Мувашшах.

### Макам
Нотният стил на класическата музика на Сирия се споделя в целия арабски свят. Той е известен като музика Макам, чиито първи проучвания датират от 9 век. Макам'ат (множествено число от макам) са теоретизирани за първи път от ал-Кинди през 801 – 873 г. и ал-Фараби през 870 – 950 г., където музиката става по-стандартизирана. В арабския свят, както и в Турция и Иран, има множество религии и култури, които присъстват от векове. Въпреки че има влияние от империи и колониални сили, донасящи различни музикални традиции, страни като Сирия и Ливан остават с традицията Макам. Музиката в Близкия Изток се различава от евроцентричната музика по това, че обикновено се изпълнява монофонично, тоест като една мелодия. Монофичният стил позволява повечето песни да се пеят или свирят с очакването, че мелодичната линия ще има импровизация или музикална украса. Арабската музика се състои от малки гами, наречени джинс/аджнас, които са мелодични мотиви, които имат три или четири приписани им височини. Макам е режим на музикален нотен запис, който се състои от тези три или четири ноти джинс/аджанас/гами. Тези три, тринотни, тетра и четиринотни гами обикновено се комбинират с два, понякога три джина/аджана (гами), за да се създаде Макам.
Нотният запис в музикалния стил Макамат е лесна за разбиране в сравнение със западния нотен стил. Западният нотен запис е разделен на дванадесет отделни интервала, създаващи музикална октава. Нотният запис, използван в системите Макамат, е разделен на двадесет и четири интервала, създаващи разграничение между целия тон, полутона и четвърттона. По-нататък в това разделение е използването на микротонове, които разделят четвърттона, правейки още по-фин тон за изразяване на емоция чрез орнаменти. Макам използва тоновете, полутоновете и четвърттоновете в своята конструкция.

### Ика'ат
Ика'ат, в ед. ч. „ика“, е определен ритъм, който трябва да се изпълнява за всеки такт от песен. Тези ритми са просто структура на това, което обикновено се свири на живо. Етномузикологът Бруно Нетл описва Ика'ат като разделен по ред на подчертани и неударени модели. Освен това музикантите свирят песен, която се променя от неметрични (свободно време/метър) към метрични (в метър) и след това отново променят своя метър в зависимост от песента. Икаат има четни и нечетни тактови размери, които варират от никакъв ритъм до 2/4 такт до 32/4 такт.

## Сирийска християнска музика
Сирия, като една от страните, където е възникнало Християнството, има дълга история на църковната музика. Това е произходът на християнската химнодия, която е изцяло разработена в Сирия. И нейният стил на песнопение – сирийското песнопение, който продължава да бъде литургичната музика на някои от различните сирийски християни, е най-старият в света.
Преди е имало отличителна традиция на религиозна музика на сирийски евреи, която все още процъфтява в сирийско-еврейските общности по света, като Ню Йорк, Мексико Сити и Буенос Айрес (вж. Седмичен макам, Бакашот и Пизмоним).
Голяма част от сирийските песнопения и други жанрове на сирийската музика са широко разпространени по света поради непрекъснатия растеж на сирийската диаспора.

## Музика на бежанците
В наши дни Сирия става страна на голям конфликт. От този конфликт произлиза голяма диаспора от бежанци, които я апускат, за да намерят безопасност. Много от тях търсят убежище в далечни страни, а близо 622 000 сирийци се намират само в Йордания. По-голямата част от бежанците пътуват до Йордания от Халеб, Хомс и Дараа. Това са области, силно повлияни както от арабската класическа музика, така и от народната музика на бедуините. Това се дължи на обединяването на културата, което се случва от френското мандатно правило и ефектите му върху бедуинските номадски племена, които губят способността си да пътуват свободно. По-нататъшното сливане е от последните конфликти, които карат селските региони да навлизат в градовете за геополитически цели. Чрез разселването на домовете си сирийците се движат, намирайки нови места, където да търсят убежище. 
Тъй като диаспората напоследък се увеличава поради нарастващите конфликти, съседните страни приемат много бежанци и предоставят временни жилища в бежански лагери. В бежанския лагер Заатари в Йордания има 79 000 души. От разселването на домовете си сирийците се обръщат към музиката с цел траур и утеха. Освен това докладването на събитията е обявено за незаконно с наказание „лишаване от свобода“, което прави сирийската песен единствената платформа, на която да се разкаже източник на информация. Сирийците също запазват своите традиции и култура живи чрез древната практика на изпълнение на музиката.
Тази употреба на култура наподобява вероятно друго влияние, което бедуинският народ оказва върху Сирия, тъй като се обръщат към атаба музиката, за да утешат и скърбят за загубите си. Има много прилики между начина на живот на сирийските бежанци и този на традиционната бедуинска култура.
- Първата прилика е между лагера на бежанците и бедуинската палатка.
- И двете са в пустинята на Леванта.[8][24]
- Номадската природа на скорошните бежанци и бедуините заедно с устната култура, която бедуините и бежанците споделят.[8][24]

Въпреки това най-прякото сходство е между видовете музика, които свирят сирийските бежанци, и традиционния бедуински жанр. Във видеоклипа в Ютюб Songs of Syrian Refugees - Documentary | Recording Earth, за който пише Алекс Петропулос във в. „Гардиън“, има двама мъже, които пеят в традиционен бедуински жанр, известен като Атаба. Музиката Атаба е запазена за сантименталните чувства, обикновено свързани с оплаквания за загуба. Видеоклипът се възпроизвежда в този стил музика, като се различава само в това, че музикантите използват уд, а не традиционната бедуинска рабаба. Тази фина разлика може да се обясни със съвременната културна диаспора и сливането на култура в градските центрове на Близкия Изток.

## Съвременно сливане и диаспора
Поради нарастването на геополитическия конфликт в Близкия Изток се наблюдава сливане на култури в градските центрове на Леванта. Това създава смесица от култури, които заимстват стилове и звуци една от друга със смесица от класическа музика и инструменти, бедуински жанрове и поетични традиции и по-фините, но ясно изразени различия, които всяка общност и регион има в Леванта. Това сливане продължава в продължение на много векове като продукт на историческите конфликти, случили се в историята на Близкия Изток. Това кара сирийските традиции да се променят в стила си, като същевременно стана необходимо да се практикуват за оцеляването на културата и традициите, както е случаят със сирийското песнопение. Сега сирийската музика се изпълнява по целия свят поради историческата диаспора и движението на сирийския народ.
Както и в други страни, съвременната сирийска музика значително контрастира с фолклорната си музика. Използва оркестър от предимно европейски инструменти с един водещ вокалист и понякога резервен хор. Този тип музика е много популярен в Близкия Изток. Известни певци са Асала Насри, Фарид ал-Атраш, Фахд Балан, Сабах Фахри, Маяда Ел Хенауи и Жорж Уасуф.

## Сирийски танци
Един от най-популярните танци в Сирия е Дабке – фолклорен танц, съчетаващ хора (танци в кръг) и линейни танци, формирани от дясно на ляво и водени от водач, който се редува с лице към публиката и другите танцьори. Изпълнява се предимно на сватби и други радостни поводи, но също така придружава протестни събрания по време на гражданската война в Сирия. Други популярни фолклорни танци включват Арада – танц с мечове, както и женски кючек.